# بروس آکرمن
بروس آرنولد آکرمن (انگلیسی: Bruce Ackerman؛ زادهٔ ۱۹ اوت ۱۹۴۳) حقوق‌دان و نظریه‌پرداز برجستهٔ آمریکایی است که در حال حاضر، کرسی معتبر «استاد ممتاز استرلینگ» (Sterling Professor) را در مدرسه حقوق دانشگاه ییل در اختیار دارد. شهرت و اعتبار علمی وی به حدی است که در سال ۲۰۱۰، مجله «فارین پالیسی» (Foreign Policy) او را در فهرست متفکران برجسته جهان قرار داد. همچنین، در دوران دنیاگیری کووید-۱۹، مجله «پراسپکت» (Prospect) نام آکرمن را در میان ۵۰ متفکر تأثیرگذار آن دوره شناسایی و معرفی نمود.

## دوران آغازین زندگی و تحصیلات
بروس آکرمن در ۱۹ اوت ۱۹۴۳ متولد شد. وی دوران دبیرستان خود را در «دبیرستان علوم برانکس» (Bronx High School of Science)، یکی از مراکز آموزشی معتبر آمریکا، با موفقیت به پایان رساند. سپس، در سال ۱۹۶۴، با کسب درجهٔ ممتاز (summa cum laude) در مقطع کارشناسی هنر (Bachelor of Arts) از دانشگاه هاروارد فارغ‌التحصیل شد. مسیر آکادمیک او با ورود به مدرسه حقوق ییل ادامه یافت و در سال ۱۹۶۷ موفق به اخذ مدرک کارشناسی حقوق (Bachelor of Laws) از این نهاد برجسته گردید.
پس از اتمام تحصیلات رسمی، آکرمن دوره کارآموزی قضایی (clerkship) خود را نزد شخصیت‌های برجستهٔ نظام قضایی ایالات متحده سپری کرد. از سال ۱۹۶۷ تا ۱۹۶۸ به عنوان دستیار قاضی «هنری فرندلی» (Henry Friendly) در دادگاه استیناف ایالات متحده خدمت نمود و متعاقباً از سال ۱۹۶۸ تا ۱۹۶۹، دستیار قاضی «جان مارشال هارلن دوم» (John Marshall Harlan II) در دیوان عالی ایالات متحده بود. این تجارب اولیه، بنیان محکمی برای فعالیت‌های علمی و پژوهشی آینده او فراهم آورد.

## مسیر حرفه‌ای و دانشگاهی
فعالیت حرفه‌ای آکرمن به عنوان استاد دانشگاه در سال ۱۹۶۹ با پیوستن به هیئت علمی دانشکده حقوق دانشگاه پنسیلوانیا آغاز شد. او از سال ۱۹۷۴ تا ۱۹۸۲ در دانشگاه ییل و سپس از سال ۱۹۸۲ تا ۱۹۸۷ در دانشگاه کلمبیا به تدریس و پژوهش پرداخت. از سال ۱۹۸۷ تاکنون، پروفسور آکرمن به عنوان «استاد ممتاز استرلینگ» در رشته حقوق و علوم سیاسی در دانشگاه ییل مشغول به فعالیت است. کلاس‌های درسی او در دانشگاه ییل عمدتاً بر مفاهیم بنیادین عدالت و نظریه‌های بدیع وی در باب «تحول نظام‌های اساسی (مشروطه)» (constitutional transformation) متمرکز است.
زندگی خانوادگی او نیز با حیات آکادمیکش پیوند خورده است. همسر وی، پروفسور «سوزان رز-آکرمن» (Susan Rose-Ackerman)، نیز از اساتید مدرسه حقوق ییل است و در حوزه حقوق اداری تدریس می‌کند. پسر او، «جان ام. آکرمن» (John M. Ackerman)، نیز به عنوان یک چهره دانشگاهی در مکزیک فعالیت دارد و دخترش، «سیبیل آکرمن-مانسون» (Sybil Ackerman-Munson)، یک فعال محیط زیست در پورتلند، اورگان است.
در سال ۱۹۸۶، آکرمن به پاس خدمات علمی خود به عضویت «فرهنگستان هنر و علوم آمریکا» (American Academy of Arts and Sciences) انتخاب شد. همچنین، وی دارای نشان «ملی لیاقت جمهوری فرانسه» (Commander of the Order of Merit of the French Republic) است که نشان از قدردانی بین‌المللی از جایگاه علمی او دارد.

## مشارکت در پرونده‌های حقوقی مهم
پروفسور آکرمن علاوه بر فعالیت‌های نظری، در برخی پرونده‌های حقوقی مهم نیز به عنوان مشاور حقوقی نقش ایفا کرده است. از جمله می‌توان به حضور او به عنوان وکیل در دعوای حقوقی «سروان نیتان مایکل اسمیت» (Nathan Michael Smith) عضو ارتش ایالات متحده علیه رئیس‌جمهور وقت، باراک اوباما، اشاره کرد. این دعوی بر پنج محور اصلی استوار بود:
۱.  «عملیات عزم راسخ» (Operation Inherent Resolve) ناقض «تصویب‌نامۀ اختیارات جنگی» (War Powers Resolution) است.
۲.  «بند مراقبت» (Take Care Clause) قانون اساسی، رئیس‌جمهور را ملزم به انتشار توجیه حقوقی مستمر و پایدار برای اقدامات خود می‌کند.
۳.  «مجوز استفاده از نیروی نظامی علیه تروریست‌ها» (Authorization for Use of Military Force Against Terrorists - AUMF) مجوز عملیات علیه داعش (ISIS) را صادر نمی‌کند.
۴.  «تصویب‌نامۀ عراق» (Iraq Resolution) مجوز عملیات در عراق را نمی‌دهد.
۵.  «بند فرمانده کل قوا» (Commander in Chief clause) در قانون اساسی به رئیس‌جمهور اجازه صدور مجوز چنین عملیاتی را نمی‌دهد.
وکلای سروان اسمیت استدلال می‌کردند که موکلشان دارای نفع و در نتیجه «سمت در دعوی» (standing to sue) است، زیرا در صورت شرکت در یک جنگ غیرقانونی، شخصاً مسئول هرگونه خسارتی خواهد بود که در نتیجه اقداماتش وارد می‌شود. کاخ سفید در واکنش به این دعوی، اذعان داشت که این پرونده «پرسش‌های مشروعی» را مطرح می‌کند. پس از آنکه دادگاه بدوی این دعوی را یک «مسئله سیاسی» (political question) خوانده و ماهیتاً خارج از صلاحیت قضایی دانست، پروفسور آکرمن از این تصمیم درخواست تجدیدنظر نمود.

## پیش‌بینی بحران قانون اساسی در انتخابات ۲۰۲۴
در سال ۲۰۲۲، آکرمن به همراه «جرارد مالیوکا» (Gerard Magliocca) مقاله‌ای در نشریه «پلیتیکو» (Politico) منتشر کرد که در آن پیش‌بینی شده بود انتخابات ریاست‌جمهوری ۲۰۲۴ ایالات متحده، کشور را با بحرانی جدی مواجه خواهد ساخت. بر اساس این تحلیل، ایالت‌های تحت کنترل دموکرات‌ها ممکن بود با استناد به متمم چهاردهم قانون اساسی ایالات متحده و به دلیل نقش دونالد ترامپ در حمله ۶ ژانویه به کنگره، نام وی را از برگۀ رأی این ایالت‌ها حذف کنند، در حالی که ایالت‌های جمهوری‌خواه چنین اقدامی را انجام نمی‌دادند. این وضعیت، به عقیده نویسندگان، می‌توانست منجر به یک بحران حقوق اساسی تمام‌عیار شود؛ وضعیتی که در آن هیچ نامزدی موفق به کسب اکثریت قاطع آرای «مجمع گزینندگان» (Electoral College) نمی‌شد و مجلس نمایندگان ایالات متحده یا ترامپ را علی‌رغم شکست احتمالی در آرای الکترال به عنوان برنده معرفی می‌کرد، یا به کلی از حل و فصل موضوع از طریق «انتخابات مشروط» (contingent election) که طبق قانون اساسی الزامی است، ناتوان می‌ماند. این پیش‌بینی در نهایت محقق نشد، چرا که دیوان عالی ایالات متحده در پرونده «ترامپ علیه اندرسون» (Trump v. Anderson) حکم داد که ایالت‌ها به تنهایی صلاحیت تصمیم‌گیری در مورد واجد شرایط بودن یا نبودن یک نامزد ریاست‌جمهوری فدرال را ندارند.

## آثار و تألیفات
پروفسور آکرمن نویسنده‌ای پرکار با نوزده کتاب و بیش از نود مقاله علمی است. دامنه علایق و پژوهش‌های وی بسیار گسترده بوده و حوزه‌هایی چون نظریه قانون اساسی، فلسفه سیاسی، حقوق و سیاست تطبیقی، حقوق و اقتصاد، تاریخ قانون اساسی آمریکا، مسائل محیط زیست، اقتصاد مدرن و عدالت اجتماعی را در بر می‌گیرد.
برخی از آثار برجسته وی عبارتند از:
- ۱۹۸۰: عدالت اجتماعی در دولت لیبرال (Social Justice in the Liberal State) (ISBN: 9780300024395)
- ۱۹۹۱: ما مردم، جلد ۱: مبانی (We the People, Volume 1: Foundations) (ISBN: 9780674948419)
- ۱۹۹۵: آیا نفتا مطابق قانون اساسی است؟ (Is NAFTA Constitutional?) (با همکاری دیوید گولوو) (ISBN: 9780674467125)
- ۱۹۹۸: ما مردم، جلد ۲: تحولات (We the People, Volume 2: Transformations) (ISBN: 9780674003972)
- ۱۹۹۹: جامعه ذی‌نفعان (The Stakeholder Society) (با همکاری آن آلستات) (ISBN: 9780300078268)
- ۲۰۰۲: رأی‌دهی با دلارها (Voting with Dollars) (با همکاری ایان آیرس) (ISBN: 9780300127010)
- ۲۰۰۴: روز مشورت (Deliberation Day) (با همکاری جیمز اس. فیشکین) (ISBN: 978-0-300-10964-1)
- ۲۰۰۵: ناکامی پدران بنیان‌گذار (The Failure of the Founding Fathers) (ISBN: 9780674023956)
- ۲۰۰۶: پیش از حمله بعدی: حفظ آزادی‌های مدنی در عصر تروریسم (Before the Next Attack: Preserving Civil Liberties in an Age of Terrorism)
- ۲۰۱۰: انحطاط و سقوط جمهوری آمریکا (The Decline and Fall of the American Republic) (ISBN: 9780674057036)
- ۲۰۱۴: ما مردم، جلد ۳: انقلاب حقوق مدنی (We the People, Volume 3: The Civil Rights Revolution) (ISBN: 9780674050297)
- ۲۰۱۸: اساس‌های انقلابی: رهبری کاریزماتیک و حاکمیت قانون (Revolutionary Constitutions: Charismatic Leadership and the Rule of Law) (ISBN: 9780674970687)
- ۲۰۲۴: معضل پست‌مدرن: چالش‌های وجودی قرن بیست و یکم (The Postmodern Predicament: Existential Challenges of the Twenty-First Century) (ISBN: 9780300277098)

کتاب «ما مردم: مبانی» (We the People: Foundations) بیش از سایر آثار وی به واسطهٔ استدلال قدرتمندش در این خصوص شهرت یافته است که «تغییر موضع به‌موقع» (switch in time) – پدیده‌ای که طی آن یکی از اعضای دیوان عالی ایالات متحده در واکنش به طرح موسوم به «انباشتن دادگاه» (court-packing plan) با هدف مقابله با سیاست‌های «نیو دیل» (New Deal)، رویه قضایی خود را به نحوی تغییر داد که امکان تصویب بخش وسیع‌تری از قوانین نیو دیل را فراهم آورد – نمونه‌ای بارز از تأثیرگذاری عوامل سیاسی بر تفسیر و تعیین معنای قانون اساسی است.
پروفسور آکرمن در سال ۲۰۰۶ مجموعه «سخنرانی‌های الیور وندل هولمز» (Oliver Wendell Holmes Lectures) را در دانشکده حقوق هاروارد ارائه کرد.
کتاب «جامعه ذی‌نفعان» (The Stakeholder Society) نیز تأثیر عملی مهمی داشته و به عنوان مبنایی برای ایجاد «صندوق‌های امانی کودک» (Child Trust Funds) در بریتانیا مورد استفاده قرار گرفته است.
در عرصه بین‌المللی، دانشگاه تهران در ماه مه ۲۰۱۹ همایشی را با محوریت کتاب «اساس‌های انقلابی: رهبری کاریزماتیک و حاکمیت قانون» برگزار کرد که پروفسور آکرمن به همراه دکتر نادیا مفتونی، از اساتید دانشگاه تهران، سخنرانان اصلی آن بودند. دکتر مفتونی همچنین نقدی بر این کتاب در خبرنامه «کاوش سقراطی» (The Socratic Inquiry) و مقاله‌ای تحلیلی در خصوص بخش‌هایی از آن در «نشریه پژوهش‌های معاصر انقلاب اسلامی» (Journal of Contemporary Research on Islamic Revolution) به چاپ رسانده است که نشان‌دهنده توجه جامعه آکادمیک ایران به آثار و اندیشه‌های این متفکر برجسته است.